# Johannes de Muris
Johannes de Muris, también conocido como  Jean de Muris o Jehan des Murs, (Lisieux, Normandía, c. 1290 – c. 1351) fue un teórico musical, matemático, astrónomo, astrólogo, filósofo y clérigo francés. Es principalmente conocido por sus tratados musicales, que junto con el Ars nova de Philippe de Vitry, fundamentaron el periodo musical medieval conocido como ars nova.

## Vida
Nació en la diócesis de Lisieux que se encuentra en la región de Normandía hacia 1290. Su familia posiblemente perteneció a la baja nobleza ya que está relacionado con Julien de Murs, que fue secretario de Carlos V. 
En 1317 propuso una reforma del calendario. Estudió en Evreux donde estaba en 1318. En marzo de 1319 realizó una serie de observaciones astronómicas. Más tarde, enseñó en la Universidad de Sorbona en París con el título de Magister atrium en 1323 y 1324, fechas que coinciden con la redacción de su obra Musica speculativa secundum Boecium.
En 1326 y 1327 los registros lo sitúan en Fontevrault y de nuevo en Evreux en 1332 y 1333, tal vez como rector scholarum. El 14 de mayo de 1333, en presencia de la reina Juana II de Navarra, observó un eclipse y señaló que el fenómeno había comenzado diecisiete minutos antes de lo indicado en las Tablas alfonsíes.
Durante el invierno de 1336-37 llevó a cabo nuevas observaciones astronómicas en París y escribió un opúsculo en el que propone para compensar el error debido al uso del calendario juliano: eliminar todos los años bisiestos durante cuarenta años. Esta obra hizo que fuese convocado por el papa Clemente VI en Aviñón en 1344 para llevar a cabo la reforma del calendario. Pero el trabajo sería compartido con otro parisino Firmin de Belleval, en su Epistola ad dominum papam Clementem VI super reformatione antiqui Kalendarii - no es una fuente de la reforma. Al parecer las Tablas alfonsíes, que servían como base para la obra de Muris habían creado desconfianza entre los astrónomos contemporáneos. Por tanto, Muris y Firmin corrigieron solamente el calendario lunar, que era utilizado para la determinación de Pascua.
En 1342 es uno de los canónigos de Mézières-en-Brenne localidad situada en Indre, donde probablemente escribió su obra principal Quadripartitum numerorum.

## Obra

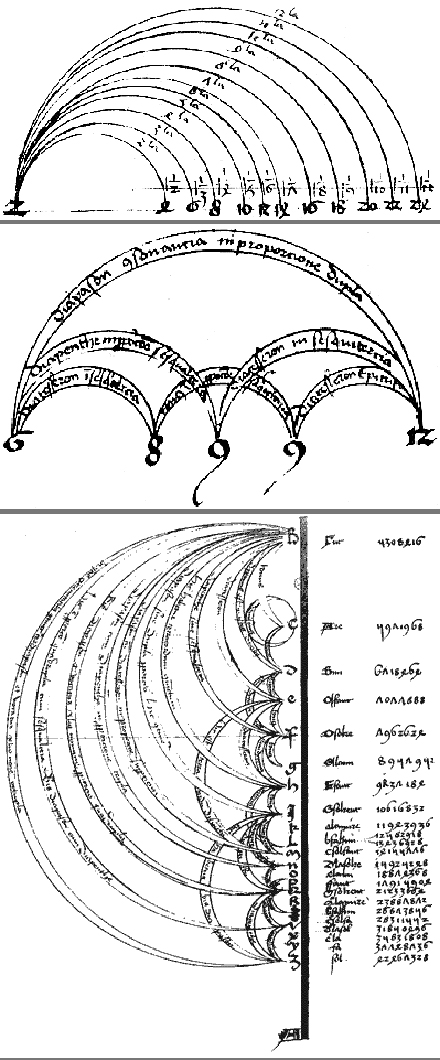
Esquemas de las proporciones en el tratado Libellus cantus mesurabilis de Johannes de Muris.

Fue uno de los más influyentes teóricos del ars nova. Escribió tratados sobre temas musicales, pero también sobre matemáticas, astronomía e incluso elaboró una propuesta de reforma del calendario en 1317.

### Como teórico de la música
Este es el campo en el que tuvo la mayor influencia, que trata de cuestiones técnicas relacionadas con las proporciones de la música. El musicólogo Edmond de Coussemaker atribuyó erróneamente a De Muris la creación de la obra Speculum musice que no es suya, sino de Jacobo de Lieja (en la obra se encuentra el acróstico Iacobus). Por tanto, las obras escritas por De Muris sobre música son tres libros sobre los que se tiene certeza de su autoría; otros dos que probablemente hayan sido escritos por él también; y por último dos breves escritos anónimos que se agrupan en la sección "Otros".
Como teórico de la música, publicó De sonis musicis sobre las proporciones matemáticas de la música y Ars musica nova sobre los intervalos de la música publicada en 1319. Luego publicó Musica speculativa secundum Boethium en 1323 y  Libellus cantus mesurabilii.
Fue un precursor de la unificación del quadrivium. Las teorías que expone en sus tratados formaban parte esencial del plan de estudios universitarios durante los siglos XIV y XV y se enseñaban en la Sorbona así como en muchas universidades de Francia y Alemania. De Muris aplica las proporciones numéricas a la música polifónica porque defiende la idea de que existen relaciones entre las proporciones numéricas de la música y las del universo. 
Junto con Philippe de Vitry, es uno de los fundadores de la ars nova en Francia. En su obra Notitia artis musicae de 1321 presenta el sistema mensural del ars nova.
Según Michels le son atribuibles los siguientes tratados musicales.
- Notitia artis musicae (1319-1321, diez manuscritos conservados): También conocido como Summa musicae y Ars novae musicae. Consta de libro 1 Musica theorica y libro 2 Musica practica. Se trata de un manifiesto a favor del estilo del ars nova, de quien él es el gran propagador junto con Philippe de Vitry.
- Compendium musicae practicae (c. 1322): También conocido como Questiones super partes musicae. Introduce algunas novedades como el término "partes prolationis" para los valores de cinco notas, interesantes definiciones de música o el término "cantus irregularis" para describir la combinación de métrica binaria y ternaria que surge entre dos voces.
- Musica speculativa secundum Boetium (junio de 1322, cincuenta manuscritos conservados): se trata de un resumen del tratado De musica de Boecio, en el que se establecen los principios de la armonía. Es obligatoria en varias universidades de Europa del Este en los siglos XIV y XV.
- Libellus cantus mensurabilis secundum Johannes de Muris (c. 1340): tiene en cuenta el trabajo teórico de Philippe de Vitry, por ejemplo los usos de la notación de color rojo, así como las "indicaciones de compás" para modus y tempus perfecto e imperfecto. Podríamos haber esperado esta influencia en los tratados anteriores, pero no aparece. La obra también muestra en sus dos últimas secciones (sobre disminución en motetes, y acerca del color y la talea) un mayor interés por la composición efectiva que antes. Los manuscritos originales italianos a menudo contienen las palabras «secundum Johannem de Muris», por ello los musicólogos creen que se trata de un texto de sus alumnos o apuntes de clases impartidas por el maestro. (Venecia, Biblioteca Nazionale Marciana, lat. app. cl. VIII/85 (coll. 3579), f° 11r-23v).
- Ars contrapuncti secundum Johannes de Muris (después de 1340): si su autoría fuese confirmada sería el único tratado de este tipo de Johannes de Muris, aunque es poco original.

### Como matemático
Entre sus obras se encuentran algunos opúsculos no muy originales que abordan cuestiones de aritmética, geometría, álgebra y trigonometría.
- Canones tabulae tabularum (1321), es una tabla de multiplicar en la numeración sexagesimal.
- Arbor boeti de arte numerorum sumpta et ordinata (Sorbona, 1324; París, BN Ms. Lat. 16621, fol. 62v–64).
- De arte mensurandi (París, BN Ms. Lat. 9410, fol. 1–67).[6]
- Opus quadripartitum numerorum sive de mensurandi ratione (noviembre de 1341, cinco copias manuscritas conservadas) Los tres primeros capítulos están dedicados a la aritmética pura y el último a la aritmética aplicada.
- Arithmetica speculativa (1343)
- Quadripartitum numerorum (1343), llamado así por ser una obra dividida en cuatro partes.
- Figura inveniendi sinus kardagrum

### Como astrónomo
Obras relacionadas con la reforma del calendario.
- Expositio intentionis Regis Alphosi circa tabulas eiun (París, BN Ms. 7281, única copia conservada).
- Epístola ad dominum papam Clementem VI super reformatione antiqui Kalendarii (1317) (París, BN Ms. Lat. 15104, fol. 50v-57v).

Como astrólogo
Asimismo se conserva una carta que escribió a Clemente VI, en la que predijo una catástrofe para el año 1357. (París, BN Sra. Lat. 7443, fol. 33-34v).

### Otros trabajos
No hay certeza en cuanto a la atribución.
- París, BN, Ms. Lat. 7378A, incipit: Omnes homines (c. 1320) Tratado en tres libros.
- Valde honorandus est beatus Joannes / Per gramma prothoparet.